# Virtuell skådespelare
En virtuell skådespelare är en datorbaserad representation av en människa på film. Med tekniken kan man skapa representationer av (till exempel avlidna) skådespelare och få avbilden att agera i nya sammanhang.

## Exempel
- Laurence Olivier i Sky Captain and the World of Tomorrow